# Manbuta nephelica
Manbuta nephelica là một loài bướm đêm trong họ Erebidae.